# Ray McMahon
Ray McMahon – australijski judoka.
Złoty medalista mistrzostw Oceanii w 1966. Mistrz Australii w 1965 roku.